# Auswandererschiff
Auswandererschiffe waren Dampf- oder Segelschiffe, die vornehmlich zur Beförderung von Auswanderern von Europa nach Nordamerika und in andere überseeische Länder bestimmt waren. Der Komfort und die Ausrüstung waren spärlich. Der Begriff Auswandererschiff wurde vor allem im 19. Jahrhundert geprägt.

## Geschichte

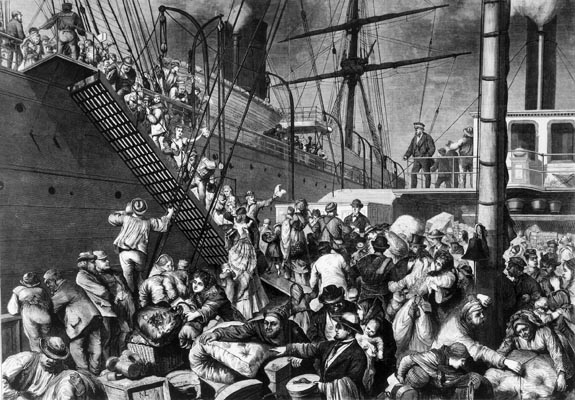
Deutsche Emigranten gehen an Bord eines in die USA fahrenden Dampfers (um 1850)

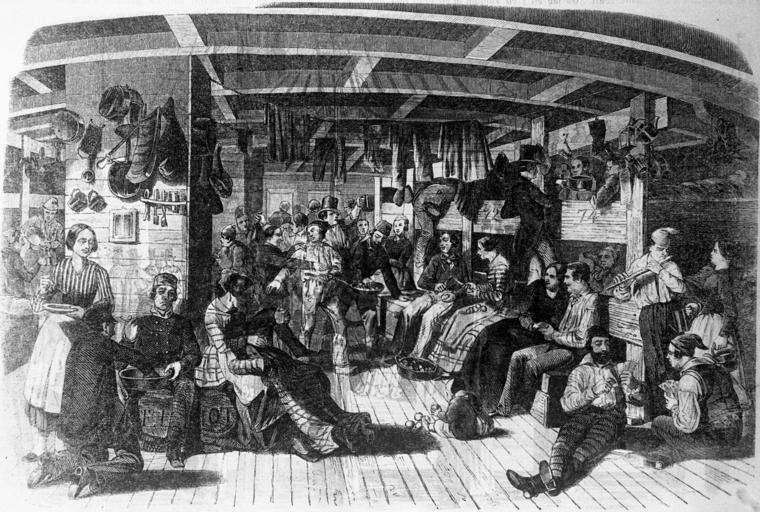
Deutsche Auswanderer auf dem Weg nach Amerika auf dem Schiff „Samuel Hop“ (1850)

Als Anfang des 19. Jahrhunderts erstmals Seitenraddampfschiffe den Atlantik in weniger als 30 Tagen überqueren konnten, wurde der Passagiertransport billiger und somit für breitere Bevölkerungskreise erschwinglich. Als erstes ausschließlich für Auswanderer eingesetztes Auswandererdampfschiff gilt die Indiana, die ab 1854 unter britischer Flagge fuhr.
Der europäische Hauptauswandererhafen bis Mitte des 19. Jahrhunderts war Le Havre in Frankreich, bis er von den deutschen Häfen Bremen bzw. Bremerhaven und Hamburg übertroffen wurde. Ungünstige innenpolitische Zustände steigerten die Emigration aus Deutschland. Bis Mitte der 1880er Jahre war ein Gleichstand zwischen Segel- und Dampf-Auswandererschiffen erreicht und um 1900 befuhren, bis auf wenige Ausnahmen, nur noch Dampfschiffe die Auswandererlinien nach Nord- und Südamerika. Die Zustände auf den Schiffen waren anfangs noch sehr schlecht. Der Platzbedarf für Kessel, Maschine und Kohlevorräte ging zum Teil zu Lasten der Passagierplätze.
In den 1870er und 1880er Jahren setzten sich allgemeine Verbesserungen durch. So wurde für den Bau und die Einrichtung von Auswandererschiffen Verordnungen und Gesetze erlassen, die den Raumbedarf je Passagier, die Schlafplätze, Ventilation, Beleuchtung, sanitäre Einrichtungen, Verpflegung, medizinische Betreuung, Rettungsausrüstung (Schwimmwesten etc.) und die wasserdichte Unterteilung der Schiffe vorschrieben.
Nach dem Ende des Zweiten Weltkriegs wurden Auswandererschiffe zur Beförderung von Displaced Persons von Europa nach Übersee eingesetzt.

### Coffin Ships

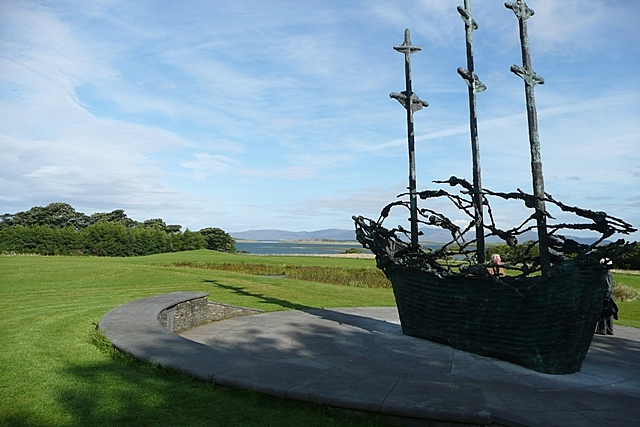
Coffin Ship, Mahnmal in Murrisk

Angesichts der Hungersnot in Irland mussten viele Iren um 1847 auswandern. Sie wurden dazu von den Landlords teils mit falschen Versprechungen und Geld ermuntert, um vor allem auch weniger leistungsfähige Menschen, wie Witwen, Kinder, Alte, Verkrüppelte und Geschwächte von ihren Ländereien zu bekommen und auch durch die britische Politik zur Auswanderung gezwungen. Für den Personenverkehr ungeeignete Transportschiffe wurden gegen Bezahlung bei der Rückfahrt vom Vereinigten Königreich für die Auswanderung eingesetzt. Mit geringem und minderwertigen Proviant versorgt und ohne sanitäre Einrichtungen mussten die Menschen unter Deck zusammengepfercht eine sechs- bis zwölfwöchige Überfahrt nach Nordamerika ertragen. Der von Läusen übertragbare Typhus breitete sich unter Passagieren und Besatzungen aus und auf diesen sogenannten Coffin Ships (schwimmenden Särgen) starben schon bei der Überfahrt Tausende von Menschen, deren Leichen man meist über Bord warf.